# Hajkobilla
Hajkobilla (albanisch auch Hajkobillë, serbisch Ајкобила Ajkobila) ist ein Dorf im Kosovo. Hajkobilla gehört zur Gemeinde Pristina. Um Hajkobilla liegen die Dörfer Gllogovica und Dabishec. In unmittelbarer Nähe befindet sich die Grenze zu Serbien.

## Bevölkerung
| Jahr | Einwohner |
| ---- | --------- |
| 1948 | 478       |
| 1953 | 543       |
| 1961 | 546       |
| 1971 | 524       |
| 1981 | 418       |
| 1991 | 475       |
| 2011 | 72        |

Laut Volkszählung 2011 hatte Hajkobilla damals 72 Einwohner, die sich alle als Albaner bezeichneten.

## Infrastruktur

### Verkehr
In der Nähe von Hajkobilla befindet sich die M-9, die in Richtung Pristina oder zur Grenze Serbiens verläuft.